# BFC Nord 08
Der Berliner Fußball-Club Nord 08 war ein Fußballverein aus Berlin.

## Geschichte
Der Verein wurde 1908 gegründet und gehörte zunächst dem Märkischen Fußball-Bund an. 
Aus dem Spieljahr 1910 ist ein erster Platz in der 3. Klasse des MFB überliefert. In den 1920er Jahren gelang dem Verein zweimal der Aufstieg in die höchste Berlin-Brandenburger Liga, sowohl 1922 als auch 1924 folgte jedoch jeweils der sofortige Wiederabstieg. Der BFC Nord 08 erreichte außerdem 1923 und 1926 jeweils das Viertelfinale des VBB-Pokals.
Der Verein fusionierte 1930 mit dem SC Niederschönhausen 05 und dem VfR 07 Berlin zur Nördlichen SpVgg 1905 Niederschönhausen. Der SC Niederschönhausen 05 hatte 1925 für eine Spielzeit in der höchsten Berlin-Brandenburger Liga gespielt.
Die Nördliche SpVgg 1905 Niederschönhausen wurde 1945 aufgelöst und nicht wieder neugegründet.